# Catálisis ácido-base
La catálisis ácido y la catálisis básica es el proceso por el cual una reacción química es catalizada (aumento de la velocidad de una rección química) debido a la participación de un ácido o una base. El ácido es a menudo el protón y la base es a menudo un ion hidroxilo. Las reacciones típicas catalizadas por la transferencia de protón son esterificaciones y reacciones aldol. En estas reacciones el ácido conjugado del grupo carbonilo es un mejor electrófilo que el grupo neutro carbonilo a sí mismo. La catálisis por el ácido o por la base puede ocurrir de dos modos diferentes: catálisis específica y catálisis general.

## Empleo en la síntesis
La catálisis ácida principalmente es usada para reacciones orgánicas químicas; mientras que en la catálisis básica, preferentemente las reacciones biológicas son las que surgen, o bien se sintetizan para formar otras. Hay muchos compuestos químicos posibles que pueden actuar como fuentes para los protones para ser transferidos en un sistema de catálisis ácida. Un compuesto como el ácido sulfúrico H2SO4 puede ser usado. Por lo general esto se hace para crear un grupo de salida más probable, como la conversión de un grupo AH a un grupo H2O.
Con compuestos de carbonilo como ésteres, síntesis e hidrólisis examinan un estado de transición tetraédrico, donde el carbono central tiene un oxígeno, un grupo de alcohol, y el original grupo alquilo. Ácidos fuertes protonados como el carbonilo, que hace al oxígeno positivamente cargado, de modo que este fácilmente pueda recibir los dobles electrones cuando el alcohol ataca el carbono carbonilo. Esto permite la síntesis de éster y la hidrólisis. La reacción es un equilibrio entre el éster y su hendidura al ácido carboxílico y al alcohol. Al contrario, bases fuertes desprotonadas que el alcohol de atacadura o la amina, que también promueven la reacción, que es irreversible. Por lo tanto, en un ambiente fuerte básico, acuoso, los ésteres solo se hidrolizan.